# Кети Гарби
Кети Гарби (на гръцки: Καίτη Γαρμπή) е сред най-известните гръцки изпълнителки, много известна и в България.
Популярността ѝ започва в средата на 1990-те и става един от най-успешните артисти на десетилетието. Спечелила е 11 Pop Corn Music Awards, като 3 от тях са за албум и няколко за певица, печели и награда за „Лаико певица“ от Arion Music Awards.

## Биография

### През 1990-те години
Първите си стъпки като певица прави със сестра си Лиана, когато тя е на 15 г., а сестра и на 13 г.
През 1987 г. Кети записва първата си песен-кавър на известния хит „Сен Тропе“ (Σαiν Τροπαί), която излиза в компилация. Песента става хит и през 1989 г. тя записва първия си албум Prova /Опит/. През 1990 и 1991 г. Кети Гарби реализира още два албума, Gyalia karfia /Стъклени нокти/ и "Entalma sillipseos /Заповед за арест/, с който албум популярността ѝ нараства значително. През 1992 г. записва четвъртия си албум Tou feggariou anapnoes /На лунен дъх/ като променя малко стила си и да изпълнява не чист поп, а поп-песни с елементи от традиционния гръцки фолклор. Албумът става златен с 50 000 продадени единици.
През 1993 г. Кети представя своята родина на 38 издание на фестивала Евровизия, където заема 9-о място. Издава и петия си албум Os ton paradeiso /До рая/, в който са включени песни на младия и неизвестен дотогава композитор Фивос Тасопулос. „До рая“ става златен с 60 000 копия, като не е обявен официално за платинен. А песните Nai, iparho ego /Да, съществувам аз/ и Os ton paradeiso стават големи хитове. Албумът ѝ от 1994 г. Atofio hrisafi /Чисто злато/ става двойно платинен. тоталните хитове в албума са песните Ksipoliti horevo /Танцувам боса/, Mi me sigrineis /Не ме осъждай/ и Kolasi /Ад/.
Големият търговски успех идва с албума Arhizo polemo /Започвам война/, който става тройно платинен и най-продаван албум на певица от началото на 1990-те. През 1997 Arhizo polemo е вторият най-продаван албум след Travma на Ана Виси. Големи хитове освен заглавната песен стават и Tha melanholiso /Ще тъгувам/, Hamena /Изгубени/ и Perasmena-Xehasmena /Минало-заминало/ със съответни български кавър версии. През 1997 и Evaisthisies /Чувства/ става тройно платинен. Хитове стават песните Ierosilia /Светотатство/, Evaisthisies /Чувства/, Kivotos /Ноев ковчег/ и Mou leipeis /Липсваш ми/, песните получават български кавър версии. В албума са включени и дуетите с Андонис Вардис I patrida mou /Родината ми/, и с Андонис Ремос Asimfonia haraktiron /Несходство в характерите/, които също стават хитове.
На 4 май 1997 г. Кети се омъжва за гръцкия поп-изпълнител Дионисис Схинас. За Коледа 1998 г. Кети издава Hristougenna me tin Kaiti /Коледа с Кети/. Включени са най-известните коледни песни, адаптирани с гръцки текст. В проекта, станал златен, участват и международно известния тенор К. Палиацарас и детския хор на Спирос Ламбру. През юни 1999 г. Кети пуска поредния си албум Doro theou /Дар божи/ с песни на композитора Йоргос Теофанус.

### След 2000 г.
През април 2000 г. Кети издава двоен албум To kati (Това нещо). В проекта са включени 7 нови песни по музика на Фивос, един ремикс на два от най-големите и хита и още 23 песни, писани от Фивос – най-добрите от албуми 1993, 1994, 1996 и 1997. Албумът става 4 пъти платинен. Песента То kati става хит на годината, а Кети Гарби певица №1 на 2000 г. Същата година записва дует с Ана Виси Kalitera oi dio mas /По-добре ние двете/, който става хит и пускат забавен видеоклип към песента. За зимния сезон 2000 – 2001 г. изнасят концерти с Ана Виси в известен клуб. През зимата на 2000 г. се появява сингълът Ti theloune ta matia sou /Какво искат очите ти?/ – платинен.
През декември 2001 г. Кети и нейният музикален продуцент Янис Дуламис представят двойния албум Apla ta pragmata /Обикновените неща/. В първия диск са включени песни по музика на Никос Терзис. Сред тях е и дуета на Кети с Антик Adiko kai krima /Непочтено и жалко/. Дискът придобива голям търговски успех.
През 2002 Кети Гарби отново издава сингъл Mia kardia /Едно сърце/ – 2 пъти платинен, а през 2003 г. и цял албум Emmones idees /Упорити идеи/. В този албум е включена и песента Esena mono /Само теб/, която става голям международен хит. През лятото на 2004 г. Кети издава сингъла Galazio kai levko /Синьо и бяло/ с 2 нови песни и 3 ремикса.
През 2005 г. се появява албумът Eho sta matia ourano /Имам в очите небе/, освен заглавната песен хит става и песента Akouse, agori mou /Чуй, момчето ми/. На 23 октомври 2006 г. се появява албумът Pos allazei o kairos /Как се промени времето/, Кети Гарби сменя червеният цвят на косат си и я боядисва в русо. На 5 декември 2007 г. е издаден двоен live албум на Кети озаглавен 18 hronia live /18 години/, песните са от благотворителен концерт в Гърция.
През 2008 г. Кети Гарби започва турне в САЩ и Канада. Слез завръщането си от турнето започва работа по нов албум, изцяло продуциран от Никос Андипас, който е новият ѝ музикален продуцент и на 22 декември 2008 г. излиза Kainourgia Ego /Ново Аз/.
През 2010 г. Кети Гарби сменя музикалната си компания, а през февруари 2011 издава нов албум, озаглавен Pazl /Пъзел/.

## Албуми
- 1989 – Prova
- 1990 – Gyalia kafria
- 1991 – Entalma sillipseos
- 1992 – Tou feggariou anapnoes – Gold
- 1993 – Os ton paradeiso – Gold
- 1994 – Atofio hrisafi – 2× Platinum
- 1996 – Arhizo polemo – 3× Platinum
- 1997 – Evaisthiseies – 3× Platinum
- 1998 – Hristougenna me tin Kaiti – Gold
- 1999 – Doro theou – Platinum
- 2000 – To kati – 4× Platinum
- 2001 – Apla ta pragmata – 2× Platinum
- 2003 – Emmones idees – Platinum
- 2005 – Eho sta matia ourano – Gold
- 2006 – Pos allazei o kairos – Gold
- 2008 – Kainourgia Ego
- 2011 – Pazl

### СД-Сингли
- 2000 – Ti theloune ta matia sou – Platinum
- 2002 – Mia kardia – 2× Platinum
- 2004 – Galazio kai levko

### На живо
- 2007 – 18 hronia live – Gold